# Ivalde
Ivalde (fvn Ívaldi, genitiv Ívalda) är troligen en dvärg eller svartalv i nordisk mytologi. Finnur Jónsson kallar honom en ”ukendt mytisk person”. Hans namn nämns endast en gång i den poetiska Eddan (Grímnismál 43) samt tre gånger i Snorres Edda (Gylfaginning 43 och Skáldskaparmál 7 och 35). I samtliga fall står namnet i genitiv, vilket beror på att det inte är Ivalde själv som åsyftas utan hans söner, de så kallade Ivaldesönerna (Ívaldasynir). Dessa var dvärgar, enligt Snorre Sturlasson, och dessutom mästersmeder. Det var de som tillverkade några av gudarnas dyrbaraste klenoder – alla med magiska egenskaper:
1. Åt Frej smidde de skeppet Skidbladner samt galten Gyllenborst med borst av guld.
2. Åt Oden smidde de spjutet Gungner samt ringen Draupner, som var nionde natt ”födde” åtta lika tunga ringar av guld.
3. Åt Tor smidde de hammaren Mjölner samt hår av skinande guld åt hans hustru.[2]

Antalet Ivaldesöner omtalas inte. Snorre nämner namnen på två av dem, Brokk och Eitre (alternativt Brokk och Sindre). Det är dock möjligt att Ivalde har tänkts vara en mytisk stamfader för hela dvärgsläktet, varför Ívaldasynir skulle kunna betyda dvärgar i största allmänhet – ungefär som ”Adams barn” i kristen diktning har kommit att betyda ”människor”.

## Odens korpgalder
Trots att hela det samlade källmaterialet rörande Ivalde blott består av ordet Ívaldasynir kom Ivalde att få en central ställning i 1800-talets spekulativa mytforskning.
Det började med dikten Hrafnagaldr Óðins (”Odens korpgalder”), även kallad Forspjallsljóð (”Företalssången”), vars författare är okänd. Dikten troddes en gång vara gammal, men det står numera klart att den inte kan vara äldre än från 1600-talets mitt. Eftersom det förekommer en del östnordiska ordformer i dikten har misstankar rörande författarskapet till och med riktats mot Ole Worm och Johannes Bureus, men det rimligaste är likväl att författaren bör sökas i kretsen kring Brynjólfur Sveinsson, biskop i Skálholt. Dikten tycks ha skrivits i euforin efter återupptäckten av den poetiska Eddan (Codex Regius) 1643, och den alternativa titeln Forspjallsljóð antyder att den har varit tänkt som ett poetiskt företal till Vegtamskviða.
Dikten består av 26 strofer med delvis ganska dunkelt innehåll. Här följer sjätte strofen:
| Dväljes i dalar disen, den förvetna, från Yggdrasils ask fallen; alfvars ätter henne Idun nämde, den yngsta af Ivalds äldre barn. | Dväljes i dalarna disen den nyfikna, ned från Yggdrasil, asken, fallen; alfers ätter henne Idun nämnde, den äldre af Ivaldes yngsta barn. | Dvelr í dölum dís forvitin, Yggdrasils frá aski hnigin; álfa ættar Iðunni hétu Ívalds eldri yngsta barna. |  |

Den ”nyfikna disen” tycks vara Idun som här sägs vara nedsegnad eller fallen (hnigin) från världsträdet Yggdrasil; en bild som kanske är inspirerad av den initiationsrit vari Oden enligt Hávamál 138–139 ropade och föll ur samma träd. Namnet Ívaldi har här formen Ívaldr, vilket ses av genitiven Ívalds. En traditionell tolkning av sista halvstrofen är att Ivalde hade två barnkullar med olika mödrar. Ivaldesönerna kan i så fall ha tillhört den ena kullen och Idun den andra, men en jämförelse mellan de båda översättningarnas två sista rader härovan exemplifierar svårigheten att utvinna säker detaljkunskap om hur författaren har tänkt.
Hrafnagaldr Óðins är den enda källa som nämner namnet på gudinnan Iduns far. Men källan är ung, och författaren tycks inte ha känt till mer om nordisk mytologi än vad han kunnat läsa sig till i Snorres Edda.

## Viktor Rydberg
Hrafnagaldr Óðins är sedan länge utmönstrad som äkta mytologisk källskrift, men var viktig för Viktor Rydberg då han 1886–89 skrev Undersökningar i Germanisk mythologi.
Rydberg utgick i sin forskning från två grundtankar: dels att den germanska mytologin från början hade varit en enhet, dels att alla gudamyter hade varit sammanhängande. Denna ursprungliga enhet, liksom myternas inre sammanhang, gick enligt Rydberg förlorad när de germanska stammarna började röra sig över allt vidare områden. De kom då i kontakt med andra folk, vilket på religionens område ledde till att mytologins enhet bröts sönder och myterna fragmentiserades. Rydbergs syfte var att utifrån de ”mytspillror”, som trots allt hade bevarats i främst de båda eddorna samt hos Saxo, återskapa den ursprungliga enheten. Men detta krävde också att mytologins huvudgestalter blev rätt identifierade, ty under ”förfallsperioden” hade de ofta fått andra namn och skenbart nya identiteter.
Rydbergs tolkningar innebar därför en omfattande reducering av det mytologiska persongalleriet. Ivalde uppfattade han som identisk med ett flertal personer, bland annat Geirvandil, Vade, Ölvalde (Allvalde), Svidur och Ölmod, med flera. Eftersom han även trodde att ”mytspillror” om Ivalde hade bevarats i hjältediktning och historieskrivning kunde han finna ytterligare identiteter: ”I myten var således Ivalde den förste härskaren öfver svearne och finnarne.” Denna myt ”har fortplantat sig dels i hedniska källors uppgifter därom, dels i den kristna Ynglingasaga, där hans namn Svigder, närmast efter de rena gudanamnen (– – –) ställes i spetsen för ynglingaätten och efterföljes af Vanlande, hvilket namn är en korruption af namnet Valand.” Som finnarnas kung var Ivalde även identisk med Sumbl Finnkonung (Sumblus phinnorum rex hos Saxo) samt Finn, Vidfinn och Finnalf, med flera liknande namn. Ivalde hade, enligt Rydberg, varit en så viktig person att nästan en tredjedel av första bandets Undersökningar kom att handla om honom och hans ätt.
Den i Hrafnagaldr (Forspjallsljóð) antydda uppgiften om Ivaldes två barnkullar trodde sig Rydberg kunna både bekräfta och precisera. Med soldisen Hildegun (Nannas syster, enligt Rydberg) hade Ivalde döttrarna Idun (även kallad Bil), Auða (Ladgun Svanvit) och Siv – alla dessa kallar han ”växtlighetsdiser”. Med jättinnan Greip hade han sönerna Slagfinn, Egil och Völund, vilka också hade en mängd identiteter. Völund var till exempel identisk med både Valand och Tjatse, gudinnan Skades far. Ett annat namn på Egil var Gangr, och Slagfinn hette såväl Ide som Hjuke och Gjuke. Egil hade för övrigt varit gift två gånger; med Groa hade han sonen Svipdag (alias guden Od, Frejas make), med sin halvsyster Siv fick han sonen Ull. Siv gifte senare om sig med Tor och fick flera barn. Vi ser alltså att Ivaldes ätt, enligt Rydberg, hade djupa förgreningar långt in i gudavärlden, men också i människornas värld: ”Ivaldes afkomlingar hafva i hjältesagan det gemensamma namnet niflungar (nibelungar), af hvilka gjukungarne utgöra en gren.”

### Kritik
Rydbergs tolkningar räknas inte längre som vetenskapliga. Religionshistorikern Britt-Mari Näsström utdömer dem som ”närmast en katastrof i vetenskapligt avseende, fjärran från alla kriterier på god forskning”. Omdömet ”katastrof” motiveras inte minst av verkets internationella spridning sedan det hade översatts till engelska:
| ” | Många av samtidens religionshistoriker och mytforskare kom att använda sig av Rydbergs verk, vilket bidrog till intresset för den fornnordiska religionen. Men boken hade också den effekten att många kom att uppfatta den som en källskrift för att slippa ansträngningarna att sätta sig in i de fornisländska originaltexterna. Denna genväg ledde till att den fornnordiska mytologin ofta blev både misstolkad och missbrukad. | „ |

Rydberg var inte den ende svensk som bedrev spekulativ mytforskning, även om han, genom sin berömmelse och det faktum att hans bok översattes till engelska, kom att få internationellt genomslag. Skalden och akademiledamoten Nils Fredrik Sander  tog visserligen avstånd från flera av Rydbergs ”identifikationer” – till exempel att Völund och Tjatse skulle ha varit samma person – men drog sig inte själv för att ibland göra lika fantasifulla tankesprång. Ivalde identifierade han med månguden Máni, och gav honom följande beskrivning i namnförklaringarna till sin prisade Edda-översättning 1893:
| ” | Ivalde, den som kommit till makt, månguden. Hans barn voro Idun, Nanna, Sindre och Brock; adoptivbarn Bil (Fulla, Jonin) och Hjuke (Slagfinn). Har flera binamn. | „ |

Jämfört med vad Rydberg kom fram till rör det sig mest om små identitetsförskjutningar. Nanna är syster (i stället för moster) till Idun, och Bil är inte längre identisk med Idun utan med Fulla. Hjuke är dock fortfarande Slagfinn, men han är inte längre Ivaldes son utan en adoptivson.
I modern mytforskning har de flesta av dessa gudagenealogier förpassats till sophögen. Det enda som kan sägas om Ivalde är att han är en ”ukendt mytisk person” (Finnur Jónsson). Han är sällan nämnd i moderna mytologiska handböcker.

## Namnet
Namnet Ivalde (Ívaldi) har brukat översättas ”han i välde”, ”han som ännu har makten”, eller ”den som kommit till makt”, som Sander skriver härovan. Det har dock förekommit en del etymologiska spekulationer. Utifrån en grundform *iwawaldan skulle namnet kunna betyda ”bågens ägare”, vilket kan peka mot bågguden Ull. En härledning från *Inhu-waldan skulle å andra sidan placera Ívaldi nära gudanamnet Yngvi. Ingen av dessa etymologiska gissningar ger dock någon vägledning i frågan om vem Ivalde kan ha varit.